# 페르낭 멘드스 핀투
페르낭 멘데스 핀투(포르투갈어: Fernão Mendes Pinto, 1509년 ~ 1583년 7월 8일)는 포르투갈의 여행가·저작가이다.
1537년에서 1558년까지 아프리카, 동양 등지에서 13번 포로가 되었고 17번 팔려가는 등 파란 많은 일생을 보냈다.
핀투의 사후 저술 『핀투여행기(The Travels of Mendes Pinto)』(1614년)는 인도, 아라비아, 중국, 일본에서의 작자의 수많은 모험이나 진기한 풍경 등을 기록해 낸 책으로 ‘허풍쟁이 핀투’라고들 했으나 근년에 와서 그의 진실성을 인정하게 되었다.

## 같이 보기
- 대항해시대
- 포르투갈 제국